# Sara Helms
Sara Elisabeth Frederikke Helms (geb. Tønnesen; * 10. November 1911 im Vorde Sogn; † 26. November 1999 in Horsens) war eine dänische Pädagogin und Ärztin.

## Leben
Sara Tønnesen war die Tochter des Propsts Frederik Tønnesen (1875–1933) und der Lehrerin und Frauenrechtlerin Anna Caroline Marie Bolette Jørgensen (1875–1951). Sie stammte aus einem Dorf nördlich von Viborg. Da ihre Eltern auch für Mädchen eine gute Ausbildung schätzten, erhielt Sara 1929 die Hochschulreife an der Kathedralschule in Ribe. 1933 lernte sie den grönländischen Pastor Otto Rosing kennen, der sich gerade in Dänemark aufhielt. Er sollte im Folgejahr Pastor im ostgrönländischen Ammassalik werden und forderte Sara Tønnesen auf, als Privatlehrerin seiner Kinder mitzukommen. Dort lernte sie die dänische Krankenschwester Signe Vest kennen, die quasi alleine für die medizinische Versorgung in ganz Ostgrönland verantwortlich war. Sara Tønnesen lernte die ostgrönländische Kultur kennen und lernte, wie man Kajak fährt, obwohl dies eigentlich nur Männer taten. 1935 kehrte sie nach einem Jahr in Ostgrönland nach Dänemark zurück, wo sie 1936 ihren Abschluss in Altphilologie an der Universität Kopenhagen machte.
Im Winter 1935/36 wütete eine Grippeepidemie im Kolonialdistrikt Angmagssalik, durch die 123 Kinder, etwa ein Sechstel der Bevölkerung, zu Waisen wurden. Auf Initiative von Inspektor Ejnar Mikkelsen wurde Sara Tønnesen wieder nach Grönland gerufen, wo sie sich gemeinsam mit Signe Vest und Johanne Andreassen, der Witwe von Kârale Andreassen, um die Erziehung der Waisenkinder kümmerte. Dabei standen ihnen lediglich 2000 kr. aus der königlichen Stiftung an finanziellen Mitteln zur Verfügung. Sie organisierten die Sammlung von Nahrungsvorräten, an der alle Kinder und Witwen teilnahmen, während die Jäger Robbenfleisch stifteten. Mit der Zeit zeigte Sara Tønnesen auch Interesse am Gesundheitswesen und so kehrte sie in den 1940er Jahren nach Dänemark zurück, um Medizin zu studieren.
Am 28. August 1944 heiratete sie den neun Jahre jüngeren Peder Georg Helms (1920–2005), mit dem sie drei Kinder bekam: Lars Helms (1946–2013), die Leiterin des Dänischen Kulturinstituts in Riga, Rikke Helms (* 1948) und den Regierungsbeamten in Grönland, Hans Jakob Helms (* 1949).
Nachdem sie 1946 das Medizinstudium an der Universität Kopenhagen abgeschlossen hatte, arbeitete sie am Rigshospitalet und kehrte anschließend 1948 nach Grönland zurück. Da Frauen damals prinzipiell keine Arztstellung in Grönland erhalten konnten, diente Sara Helms nur als Assistentin für ihren Mann, der zum Distriktsarzt in Ammassalik ernannt worden war. Gemeinsam bekämpften sie die Tuberkuloseepidemie in Grönland.
1951 zog sie wieder nach Dänemark, wo sie am Tuberkulosesanatorium Krabbesholm in Skive und später im städtischen Krankenhaus arbeitete. 1954 zog sie wieder nach Grönland, wo sie bis 1956 Ärztin am Dronning Ingrids Hospital war. Von 1957 bis 1980 leitete in einer Arztpraxis in Horsens arbeitete. Anschließend kehrte sie im Alter von knapp 70 Jahren nach Ammassalik zurück, wo sie 30 Jahre nach ihrem Abschied freudig von ihren „Kindern“ empfangen wurde und sogar ihr damaliges Kajak zurückerhielt.
1981 begann sie ihr drittes Universitätsstudium, diesmal in Eskimologie, das sie 1989 im Alter von 77 Jahren mit einer Abhandlung über die traditionelle Kinder- und Witwenversorgung in Ostgrönland abschloss. Die Journalistin Else Lidegaard, Ehefrau des Grönlandexperten Mads Lidegaard, drehte 1994 einen Dokumentarfilm über ihr Leben. Im selben Jahr erhielt sie die Rink-Medaille, wobei sie bis heute die einzige Frau ist, die diese Auszeichnung erhalten hat. Sara Helms starb 1999 im Alter von 88 Jahren in Horsens.